# Jason Leland Adams
Jason Leland Adams, né le 18 août 1963  à Washington est un acteur et scénariste américain.
Basé à Los Angeles, Jason Leland Adams est connu pour ses rôles de Preston Lodge, dans la série télévisée Docteur Quinn, femme médecin et son rôle principal dans Vanishing Son (en).

## Biographie
Jason Leland Adams est né à Washington. Avant de travailler au théâtre, il a gagné sa vie en tant que constructeur et fabricant de meubles. 

### Carrière
Jason a joué dans 60 pièces pour plusieurs théâtres à travers les États-Unis (tels que le REDCAT, le Mark Taper Forum, Arena Stage, le Seattle Rep, le San Jose Rep, Actors' Gang, Ensemble Studio Theatre, Naked Angels, Source Theater, la Washington Shakespeare Company et l'Evidence Room). C'est l'ancien directeur artistique de la Washington Shakespeare Company. Il a produit six de ses spectacles qui ont recueilli deux Helen Hayes Award et six nominations . Il a également remporté en 1991 le Source Award pour son rôle de Don Juan.
En 1994, Jason Leland Adams a fondé, avec Bart DeLorenzo, Alicia Hoge et Ames Ingham, le théâtre Evidence Room.
Le comédien est membre de United Scenic Artistes/IATSE Local 829, un syndicat et une association professionnelle de designers, artistes et artisans, créé pour protéger les normes de l'artisanat, les conditions de travail et des salaires pour les industries du divertissement et des arts décoratifs.
Jason dirige également alumine Design LLC, une entreprise de solution de conception de fabrication pour les architectes et designers environnementaux.

### Docteur Quinn, femme médecin
Début 1994, Jason décroche le rôle du général Custer dans Docteur Quinn, femme médecin. En 1995, il est devenu un acteur régulier de la série, en incarnant le personnage de Preston A. Lodge III, qu’il joue jusqu'à l'arrêt de la série en 1998.
Le rôle de Preston A. Lodge III a été initialement conçu pour Hugh Jackman.

## Vie privée
Jason a trois enfants. 

## Filmographie
| Année       | Film/séries                   | rôles                                        |
| ----------- | ----------------------------- | -------------------------------------------- |
| 1993 - 1998 | Docteur Quinn, femme médecin  | George Armstrong Custer/Preston A. Lodge III |
| 1993 - 1999 | Star Trek: Deep Space Nine    | Benyan                                       |
| 1995        | Vanishing Son                 | Agent Dan Sandler                            |
| 1996        | Black and White: A Love Story | Mick                                         |
| 1999        | Shriner                       | Barman                                       |